# GIFT (JUJUのアルバム)
『GIFT』(ギフト)はJUJUのライブ・アルバム

## 解説
2013年10月10日の「JUJUの日」に行われた日本フィルハーモニー交響楽団とのオーケストラ・ライヴ『JUJU PREMIUM CLASSIC CONCERT 2013』の東京公演の音源を収録したものである。

## 収録曲
1. Overture
2. 明日がくるなら Orchestra ver.
3. やさしさで溢れるように Orchestra ver.
4. 光の中へ Orchestra ver.
5. My Life Orchestra ver.
6. この夜を止めてよ Orchestra ver.
7. YOU Orchestra ver.
8. Distance Orchestra ver.
9. 願い Orchestra ver.
10. また明日... Orchestra ver.
11. ANTIQUE Orchestra ver.
12. ありがとう Orchestra ver.
13. 守ってあげたい Orchestra ver.
14. 奇跡を望むなら... Orchestra ver.